# Erik Petter Jonsson
Erik Petter Jonsson, född 10 maj 1834 i Resele församling, Västernorrlands län, död 11 mars 1891 i Stockholm (folkbokförd i Resele församling), var en svensk hemmansägare och riksdagsman.
Jonsson var ledamot av riksdagens andra kammare, invald i Ångermanlands västra domsagas valkrets.